# جاکومو جنتیلومو
جاکومو جنتیلومو (ایتالیایی: Giacomo Gentilomo؛ ۵ آوریل ۱۹۰۹ – ۱۶ آوریل ۲۰۰۱) کارگردان، تدوین‌گر، فیلم‌نامه‌نویس و نقاش اهل ایتالیا بود.
وی در تریسته به دنیا آمد. بسیار جوان بود که به رم مهاجرت کرد. در ۲۱ سالگی وارد صنعت سینما شد و به عنوان دستیار کارگردان شروع به کار کرد. او بین سال‌های ۱۹۳۳ و ۱۹۳۷ میلادی به تدوین فیلم مشغول بود.
در اواسط دههٔ ۱۹۶۰ میلادی به دلیل نارضایتی از سینما، تصمیم گرفت تا ضمن ترک دنیای فیلم، به نقاشی بپردازد.

## گزیدهٔ فیلم‌شناسی
- زن نابینای سورنتو (به کارگردانی نونتسیو مالاسوما، ۱۹۳۴)
- فقط تو را دوست دارم (به کارگردانی ماریو ماتولی، ۱۹۳۵)
- کارناوال ونیز (۱۹۳۹)
- ماه عسل (۱۹۴۱)
- عاشق مجنون‌وار (۱۹۴۲)
- اتصال کوتاه (۱۹۴۳)
- عشاق (۱۹۴۶)
- تهران (۱۹۴۶)
- برادران کارامازوف (۱۹۴۷)
- سفیدبرفی و هفت دزد (۱۹۴۹)
- شاهین نیل (۱۹۵۰)
- اتهام (۱۹۵۰)
- کاروزوی جوان (۱۹۵۱)
- ملودی‌های جاودانه (۱۹۵۲)
- زن نابینای سورنتو (۱۹۵۳)
- دو یتیم (۱۹۵۴)
- خون اژدها (۱۹۵۷)
- شوالیه بی‌وطن (۱۹۵۹)
- کنیزان سبا (۱۹۶۳)